# Plateros montiganganus
Plateros montiganganus là một loài bọ cánh cứng trong họ Lycidae. Loài này được Kazantsev miêu tả khoa học năm 2005.